# Killruddery House

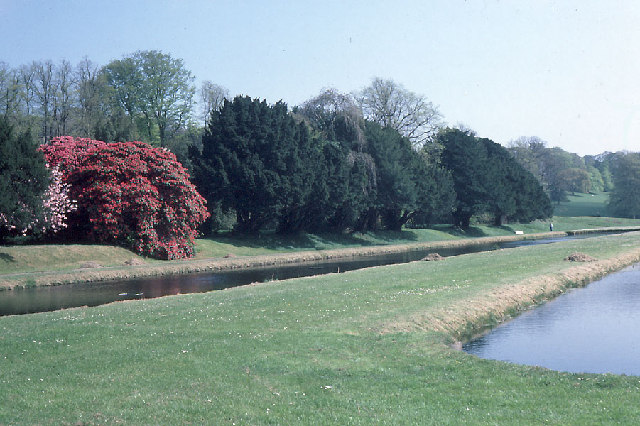
I canali di fronte a Killruddery House

Killruddery House è una grande casa di campagna nella periferia sud di Bray nella Contea di Wicklow, Irlanda, a circa 20 km a sud di Dublino. L'attuale struttura è una villa a più vani esposta a sud, originariamente risalente al XVII secolo, ma ristrutturata ed ampliata nel 1820 in stile elisabettiano. È costruito come vari piani a due, tre, quattro e quattro piani a forma di quadrangolo irregolare che racchiude un cortile. A nord un'ala per uffici incorpora la parte del XVII secolo e a sud e ovest c'è un grande giardino d'inverno a cupola. La casa si trova all'interno di un grande giardino paesaggistico che presenta un paio di lunghi canali paralleli di fronte alla casa.

## Storia
Nel 1534, Sir William Brabazon del Leicestershire fu inviato in Irlanda per ricoprire il ruolo di Vice-Tesoriere. Più tardi, nel 1539, dopo aver sostenuto con forza gli sforzi del re Enrico VIII per rompere con Roma e la dissoluzione dei monasteri, Sir William si assicurò la proprietà dell'Abbazia di San Tommaso, Dublino, le cui terre includevano Killruddery. Nel 1627 il suo pronipote, William Brabazon (c.1580-1651), fu nominato 1º Conte di Meath. Il 2º Conte di Meath (1610-1675) costruì una nuova casa a Killruddery nel 1651 per sostituire una bruciata nella guerra civile sei anni prima. Le immagini contemporanee mostrano un edificio rivolto a est di cinque baie.
Il decimo Conte di Meath eseguì una vasta ricostruzione della casa tra il 1820 e il 1830. Gli architetti Sir Richard Morrison e suo figlio William Vitruvius Morrison furono incaricati di costruire un palazzo Tudor Revival che incorporava la dimora originale del XVII secolo. Il risultato fu un grande edificio, con un'entrata esposta a nord con una cupola, dietro la quale erano raggruppate alcune ali che formavano un quadrangolo irregolare attorno a un cortile centrale. L'interno della casa originariamente presentava elaborati camini di Giacinto Micali, damasco di seta cremisi di Spitalfields, vetrate di John Milner, un soffitto a cupola di Henry Popje e un soffitto del salotto di Simon Gilligan. Una torre dell'orologio nel piazzale ospita un orologio ad acqua progettato e costruito dal 13º Conte di Meath con un pendolo alimentato da un getto d'acqua.
Insieme ad altre sezioni della casa, la grande entrata e la cupola originali furono demolite negli anni '50, e la casa fu rimodellata da Claud Phillimore (che in seguito successe, nel 1990, come 4º Barone Phillimore).
Attualmente la tenuta si estende per 800 acri ed è di proprietà del 15º Conte e della Contessa di Meath. È usato come casa di campagna, giardino e fattoria. La tenuta è stata utilizzata come location per le riprese di numerosi film e miniserie televisive, tra cui Il mio piede sinistro, Cuori ribelli, Le ceneri di Angela, I Tudors, Into the Badlands, The Turning - La casa del male e Camelot. I giardini di Killruddery ospitano anche l'annuale Groove Festival.